# 阿合馬
阿合馬（波斯語：احمد بناکتی，羅馬化：Ahmad Fanākatī，？—1282年4月10日），元朝色目人，元世祖忽必烈時的近臣之一，出生於費納喀忒（今烏茲別克境內费尔干纳），官至宰相。

## 生平
早年生平不詳，只知他是察必皇后的父親按陳那顏的陪嫁奴隸。史載世祖中統2年（1261年），阿合馬出任上都同知，三年領中書左右部，兼都轉運使。至元元年（1264年），升至中書平章政事，主政十多年。至元十四年（1277年），他任用侄子别都鲁丁为中书省参知政事。
阿合馬在位期間主要掌理財政，他以清理戶口、推行專賣制度、發行鈔票（時稱交鈔）等方式來增加收入，元征服南宋之後，他又在江南實行發鈔和藥材限制專賣政策，使元初的財政收入大為增加。但他種種財政措施引起其他大臣不滿，武官王著聯絡僧人高和尚，趁世祖北往上都（今內蒙古境內）時，假傳真金太子之命召喚留守大都的阿合馬，然後設計將阿合馬刺殺而死，事後王著等人獲罪被捕殺。
但之後眾大臣紛紛上書，力言阿合馬所為多不法，經忽必烈調查後亦數阿合馬之罪，不但沒收其家產，殺其黨羽，還剖開阿合馬之棺槨車裂其屍。

## 地位
傳統史家對阿合馬之評價都相當負面，如《元史》就把阿合馬收錄於「姦臣傳」裡面，有「益肆貪橫」、「內通貨賄，外示刑威」這些話。然而隨著研究深入，後世對阿合馬之評價也不再極端，蓋因阿合馬在任內主要是改革稅制，整頓財政。當時正值元初，汉人、南人地位较低，出任宰相的是色目人，其後不管證據虛實都會被視為貪橫暴虐。再者，阿合馬進行的所謂「改革」，其根本原因是因忽必烈長年對外征戰、國庫空虛導致。而他的繼任人不論是漢人盧世榮、或是藏人桑哥，也遇到與阿合馬一樣的悲劇。
《馬可波羅遊記》中也有詳細記載這事，並指出事件是民族與宗教問題引起。

## 传记资料
- 《元史》卷205 列传第九十二 奸臣
- 《新元史》卷223 列传第一百二十

## 外部連結
- (忽必烈)在位后期的经济问题[永久]